# Micăsasa
Micăsasa is een Roemeense gemeente in het district Sibiu.

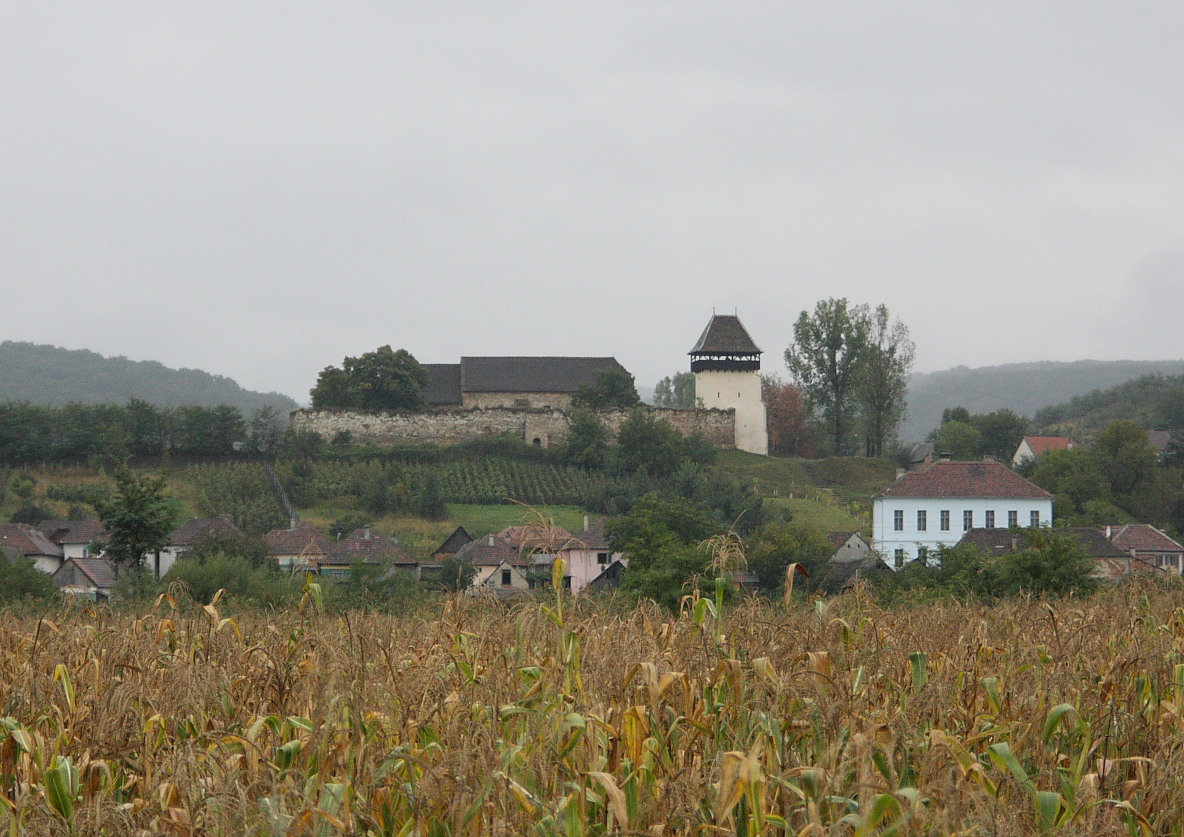
Kerk van Micăsasa

Micăsasa telt 2270 inwoners.